# Festival de Saint-Sébastien 2004
Le festival international du film de Saint-Sébastien 2004, 52e édition du festival (52 Festival de San Sebastián ou 52 Donostiako Zinemaldia), s'est tenu du 17 au 25 septembre 2004. La cérémonie officielle d'ouverture a été l'occasion de la première mondiale du film Melinda et Melinda de Woody Allen qui a reçu le prix Donostia durant cette édition.

## Jury officiel
- Mario Vargas Llosa (Président)
- Yamina Benguigui
- Tom DiCillo
- Marta Esteban
- Laura Morante
- Eduardo Serra
- Dito Tsintsadze

## Sélection

### En compétition
- Bombón el Perro (El Perro) de Carlos Sorín
- Brothers (Brødre) de Susanne Bier
- Lettre d’une femme inconnue de Xu Jinglei
- El cielito de María Victoria Menis
- Inguélézi de François Dupeyron
- Horas de luz de Manolo Matjí
- 9 Songs de Michael Winterbottom
- Mon père est ingénieur de Robert Guédiguian
- Omagh de Pete Travis
- Roma de Adolfo Aristarain
- Silver City de John Sayles
- Spider Forest de Song Il-gon
- Songe d'une nuit d'hiver (San zimske noci) de Goran Paskaljevic
- Sumas y restas de Víctor Gaviria
- Tarfaya de Daoud Aoulad-Syad
- Les tortues volent aussi de Bahman Ghobadi

### Hors compétition
- Melinda et Melinda (Melinda and Melinda) de Woody Allen
- Adorable Julia (Being Julia) de István Szabó
- Lignes de vie (The Door in the Floor) de Tod Williams

## Palmarès
- Coquille d'or : Les tortues volent aussi de Bahman Ghobadi
- Prix spécial du jury : Songe d'une nuit d'hiver de Goran Paskaljević
- Coquille d'Argent du meilleur réalisateur : Xu Jinglei pour Letter from an unknown woman
- Coquille d'Argent de la meilleure actrice : Connie Nielsen pour  Brothers
- Coquille d'Argent du meilleur acteur : Ulrich Thomsen pour Brothers
- Prix du jury de la meilleure photographie : Marcel Zyskind pour 9 Songs
- Prix du jury du meilleur scénario : Guy Hibbert et Paul Greengrass pour Omagh

## Prix Donostia
- Annette Bening
- Jeff Bridges
- Woody Allen